# 野外
野外（やがい）
| ウィキペディアには「野外」という見出しの百科事典記事はありません（タイトルに「野外」を含むページの一覧/「野外」で始まるページの一覧）。 代わりにウィクショナリーのページ「野外」が役に立つかもしれません。 |